# Robert Lechêne
Pour les articles homonymes, voir Lechêne.
Robert Lechêne, né le 23 juillet 1927 à Bourges et mort le 19 avril 2022 à Saint-Firmin-des-Bois, est un journaliste de la presse communiste française.

## Biographie

### Journaliste
Adhérent au Parti communiste français depuis 1946, après des études en lettres supérieures au lycée Condorcet, Robert Lechêne  entre en novembre 1947 au quotidien communiste Ce soir dirigé par Louis Aragon, où il acquiert la pratique du métier de journaliste,.
Après la disparition de Ce soir en février 1953, il entre dans l'équipe du magazine L'Humanité Dimanche et devient rédacteur en chef adjoint avec André Carrel de 1956 à 1981. Il est ensuite, jusqu'à sa retraite en septembre 1987, affecté à une rubrique de L'Humanité quotidienne travaillant sur des sujets hors-actualité les plus variés.

### Vulgarisateur
La pratique journalistique de Robert Lechêne est caractérisée par une polyvalence étendue, de la mise en page du plomb au grand reportage (URSS et Sibérie, Caraïbes, Terre de Feu, Canada, Japon, Mongolie), des spectacles à la vulgarisation scientifique et technique dans de multiples domaines, de l'astronautique à l'informatique, la robotique ou l'imagerie médicale.
Membre depuis 1958 de l'Association des Journalistes d'Information Scientifique, il écrira divers ouvrages accompagnés de conférences pour les éditions dirigées par Lucien Barnier et Michel Rouzé, et pour les éditions la farandole. Plusieurs de ces ouvrages traitant de l'histoire et des techniques de l'imprimerie, il sera demandé par l'Encyclopædia Britannica pour l'article « Printing » de son édition 1975.
En 1963, il occupe pour un an la rédaction en chef du mensuel lancé par la Jeunesse communiste, Nous les garçons et les filles.

### Militant
En désaccord en 1976 avec une nouvelle formule de L'Humanité Dimanche qu'il estime s'éloigner de ce que doit être un magazine populaire, Robert Lechêne sera responsable d'une édition s'adressant aux entreprises, en relation avec le secteur « entreprises » du PCF animé par Jean Colpin.
En janvier 1980, après la condamnation par le PCF de la formule qu'il avait critiquée, Robert Lechêne dirigera jusqu'à l'élection de François Mitterrand en 1981 la rubrique politique de la formule la remplaçant, plus expressive des positions du Parti Communiste.
Tout au long de sa carrière professionnelle, il aura eu un comportement militant, dans la vie comme dans l'écriture, adhérent de base dans des cellules de Billancourt, Paris 2e et Ivry. Opposé à la « mutation » engagée par Robert Hue, il renverra sa carte en 2002 après le 31e congrès du PCF, se définissant lui-même comme « communiste sans carte ».
Après son départ en retraite, passionné des peuples premiers comme il avait pu l'être lors de ses reportages, il a publié en 1992 Colomb de malheur, une biographie impitoyable pour la légende du découvreur Christophe Colomb.

### Vie privée
Robert Lechêne épouse en 1953 Marie-Thérèse Borri avec laquelle il a une fille.

## Publications
- La Lune, planète des hommes, Éditions Mondiales, "le demi-siècle de la science", DelDuca 1958
- Mystères sous nos pas, Éditions Mondiales, "le demi-siècle de la science", DelDuca 1960
- Feu vert pour l'espace, Éditions La Farandole, coll. « Savoir et connaître », 1961
- La mécanique des climats, Diagrammes no 75, Ed. du Cap, 1963
- L'imprimerie de Gutenberg à l'électron, La Farandole, coll. « Savoir et connaître », 1965
- L'imprimerie moderne,ou la seconde mort de Gutenberg, Diagrammes no 120, Ed. du Cap, 1967
- L'imprimerie de Gutenberg à l'électron, édition revue et augmentée, préface de Julien Cain, La Farandole, 1972
- Colomb de malheur, Scandéditions/Temps actuels, 1992